# Institutionnalisme juridique
L'institutionnalisme juridique est un courant de la doctrine juridique représenté en particulier par Maurice Hauriou (1856-1929) en France et par Santi Romano (1875-1947) en Italie. Cette théorie juridique élabore son concept du droit à partir de la considération de problèmes qui sont propres au droit public et tout particulièrement à la notion et à l’expérience du constitutionnalisme.